# Роже де Мулен
Роже де Мулен (фр. Roger de Moulins; д/н — 1 травня 1187) — 7-й великий магістр ордену госпітальєрів в 1177—1187 роках.

## Життєпис
Походження достеменно невідомо. Значна кількість дослідників відносить його до шляхти з графства Ла Марша і міста Мулен. Втім інші дослідники розглядають його як представника нормандської шляхти. Менш ймовірною є версія походження з Лімузену.
Попередня кар'єра невідома, але ймовірно замолоду став членом ордену госпітальєрів. Вважається, що у 1173 році був впливовим госпітальєром в Палестині, але 1175 року позначений як звичайний братчик Антіохійської прецепторії.
1177 року обирається великим магістром. Невдовзі вирушив на допомогу єрусалимському королю Балдуїну IV. Невідомо,чи брав він участь в битві при Монжізарі або з'явився на полі бою вже після завершення битви. Проте перебіг бою відомий саме завдяки листу Роже де Мулена. Деякі арабські джерела стверджують, що в травні 1179 року великий магістр госпітальєрів під час битві біля броду Якова потрапив в полон до мусульман, втім наступного місяця був відпущений.
У 1179 році після невдачі арбітражу між госпітальєрами і тамплієрами на III Латеранському соборі госпітальєри разом із своїми суперниками тамплієрами були обмежені в правах, зокрема, їм заборонялося отримувати доходи від церков, які перебували у володіннях світських феодалів, приймати до своїх лав мирян, відлучених від церкви або під інтердиктом, а також скасовувалися деякі дарчі на користь обох орденів. Ці заходи обурили де Мулена, і частина обмежень знову була скасована папським рішенням від 26 серпня 1180 роки. Незабаром також вийшло розпорядження, згідно з яким будь-який, хто нападав зі зброєю на госпітальєрів, негайно піддавався відлученню.
1182 року за ініціативи Роже де Мулена було прийнято оновлений статут ордену госпітальєрів, який остаточно закріпив за ним статус релігійно-військового братства. Стає єдиним орденом, де на нормативному рівні у трьох статтях згадується важливість благодійності.
У червні 1184 року разом з Арно де Торроєю, великим магістром тамплієрів і Іраклієм, латинським патріархом Єрусалиму, рушив до Європи збирати кошти й загони на підтримку Єрусалимського королівства. В Вероні вони зустріли імператора Фрідріха I. За цим 1185 року попрямували до Парижу, де французький король Філіпп II відмовився організувати новий хрестовий похід. В Редінгу велися перемовини з англійським королем Генріхом II, але без значного успіху. Однак, багато англійських, нормандських, гасконських і бретонських лицарів за власною ініціативою взяли хрест і погодилися прибути разом з ле Муленом до Палестини. На зворотному шляху допоміг Вільгельму II, королю Сицилії, у захопленні Фессалонік в Візантії.
Прибув великий магістр госпітальєрів напередодні смерті короля Балдуїна V 1186 року. Призначено королівським скарбничим. Після смерті короля виступив за обрання нового короля Папським престолом спільно з імператором Священної Римської імперії, короля Англії та Франції. Втім перемогли тамплієри, що підтримували кандидатуру Сибіли.
У квітні 1187 року рушив до Триполі, де планував переконати Раймунда III, графа Триполі, приєднатися до королівської армії у війні проти султана Салах ад-Діна. Втім біля Назарету (відома як битва біля джерела Крессон) був атакований переважними силами мусульман, внаслідок чого християнський загін було знищено, а де Мулен загинув. Новим очільником ордену госпітальєрів став Ермангар д'Асп.